# U-Vox
U-Vox, musikalbum av den brittiska gruppen Ultravox, utgivet 1986. Det producerades av Conny Plank tillsammans med Ultravox. 
Det första albumet utan trummisen Warren Cann, som innan inspelningen fått sparken, p.g.a musikaliska meningsskiljaktigheter. På albumet spelade istället Mark Brzezicki (Big Country). 
Blåsorkester och sångerskan Carol Kenyon medverkade på första singeln "Same Old Story", samt låten "The Prize". Den irländska folkmusikgruppen The Chieftains medverkade på andra singeln "All Fall Down". 
George Martin arrangerade en symfoniorkester på tredje och sista singeln  "All in One Day". Midge Ure har i intervjuer och i sin självbiografi uttryckt att han tycker att albumet var ett misstag.
Den 16 december 1986 spelade Ultravox i Stockholm, och dagen efter i Göteborg. På gitarr spelade då svenske Max Abbey från Strasse, trummor Pat Ahern, keyboardisten Craig Armstrong, och Colin King på körsång. 
Både Ure och Cross lämnade Ultravox efter turnén 1987. Currie skulle fortsätta hålla Ultravox levande i ett försök på två album på nittiotalet med andra sångare, men lade ner bandet, för att sedan återkomma tillsammans med Ure, Cross och Cann med nya turnéer och albumet Brilliant som släpptes 2012.

## Låtförteckning[6]
1. Same Old Story 4.40
2. Sweet Surrender 4.33
3. Dream On 4.47
4. The Prize 5.35
5. All Fall Down (med irländska The Chieftains)  5.07
6. Time To Kill 4.24
7. Moon Madness 3.27
8. Follow Your Heart 4.50
9. All in One Day  (med George Martin arrangerad symfoniorkester) 5.09

## Medverkande[7]
- Billy Currie
- Midge Ure
- Chris Cross